# Satz von Rolle

Ist eine reellwertige Funktion mit stetig auf und differenzierbar auf, so gibt es ein, so dass gilt.

Der Satz von Rolle (benannt nach dem französischen Mathematiker Michel Rolle) ist ein zentraler Satz der Differentialrechnung. Er besagt anschaulich, dass eine differenzierbare Funktion, die an zwei Stellen denselben Wert annimmt, an zumindest einer dazwischenliegenden Stelle eine Steigung von null bzw. eine waagerechte Tangente hat. 
Der Satz hat vor allem theoretische Bedeutung und wird häufig benutzt, um den Mittelwertsatzes der Differentialrechnung zu beweisen. 

## Geschichte
Rolle formulierte das nach ihm benannte Theorem 1691 (in seiner Schrift Démonstration d'une méthode pour résoudre les égalitéz de tous les dégrez), allerdings nur für Polynome und rein algebraisch. Benannt wurde der Satz nach Rolle 1834 von Moritz Wilhelm Drobisch, 1860 von Giusto Bellavitis und 1868 in der deutschen Ausgabe von Serrets Vorlesungen über Infinitesimalrechnung (Band 1, S. 216).
Der Mittelwertsatz der Differentialrechnung wurde erstmals von Joseph Louis Lagrange (1797) und erneut von Augustin Louis Cauchy, veröffentlicht 1823 in seinen Vorlesungen über Infinitesimalrechnung (Calcul infinitésimal, Vorlesung 7), bewiesen. Einen expliziten Zusammenhang mit dem Satz von Rolle zog erst Pierre Ossian Bonnet, dargestellt in den Vorlesungen über Infinitesimalrechnung von Joseph Serret 1868 (wobei er Rolle nicht erwähnt). Ein Vorläufer des Satzes von Rolle wurde im astronomischen Werk von Bhaskara II. im 12. Jahrhundert formuliert.

## Aussage
Ist {\displaystyle f\colon [a,b]\to \mathbb {R} } eine stetige Funktion, die im offenen Intervall {\displaystyle (a,b)} differenzierbar ist und für die {\displaystyle f(a)=f(b)} gilt, so gibt es eine Stelle {\displaystyle x_{0}\in (a,b)} mit
{\displaystyle f'(x_{0})=0}.

## Visualisierungen

Funktion, die ein Minimum innerhalb des Definitionsbereichs hat. Dort ist die Ableitung gleich null.
Die Funktion {\displaystyle f} besitzt im Inneren des Definitionsbereichs nur ein Maximum und kein Minimum. An dieser Stelle ist die Ableitung null.
Die Funktion {\displaystyle f} besitzt im Inneren des Definitionsbereichs nur ein Minimum und kein Maximum. An dieser Stelle ist die Ableitung null.
Wenn die Funktion konstant ist, dann ist die Ableitung überall gleich null.

## Beweis
Da {\displaystyle f} über dem kompakten Intervall {\displaystyle [a,b]} stetig ist, nimmt sie (nach dem Satz vom Minimum und Maximum) an einer Stelle {\displaystyle m\in [a,b]} ein Minimum und an einer Stelle {\displaystyle M\in [a,b]} ein Maximum an. Ist {\displaystyle f} nicht konstant, so muss wegen {\displaystyle f(a)=f(b)} mindestens {\displaystyle m\in (a,b)} oder {\displaystyle M\in (a,b)} gelten. Diese Extremalstelle sei mit {\displaystyle x_{0}} bezeichnet. Ist {\displaystyle f} konstant, so ist {\displaystyle x_{0}={\frac {a+b}{2}}} eine Extremalstelle im Inneren des Intervalls {\displaystyle (a,b)}.
Ist die innere Extremalstelle {\displaystyle x_{0}} eine Maximalstelle, so folgt aus der Differenzierbarkeit von {\displaystyle f} an der Stelle {\displaystyle x_{0}}, dass
{\displaystyle f'(x_{0})=\lim _{h\searrow 0}{\frac {f(x_{0}+h)-f(x_{0})}{h}}\leq 0}
{\displaystyle f'(x_{0})=\lim _{h\nearrow 0}{\frac {f(x_{0}+h)-f(x_{0})}{h}}\geq 0}
Somit ist {\displaystyle f'(x_{0})=0}.
Ist {\displaystyle x_{0}} eine Minimalstelle von {\displaystyle f}, so ist {\displaystyle x_{0}} eine Maximalstelle von {\displaystyle -f} und wir erhalten {\displaystyle -f'(x_{0})=0} und somit {\displaystyle f'(x_{0})=0}.